# Paul King (scénariste)
Pour les articles homonymes, voir Paul King et King.
Paul King, de son vrai nom Paul Donaldson King, est un scénariste et un producteur de télévision américain né le 14 juillet 1926 à Los Angeles (Californie) et mort le 10 juillet 1996 à Newport Beach (Californie).

## Biographie
Paul King fait des études d'anglais à l'Université Loyola Marymount et à l'Université de Californie du Sud.
Il écrit des scénarios pour le cinéma puis pour la télévision, puis devient pendant 10 ans vice-président de CBS, chargé de la production, puis pendant six ans vice-président de NBC chargé des programmes de « prime-time ».

## Filmographie

### scénariste (cinéma)
- 1958 : Sur la piste de la mort (en) de Charles F. Haas
- 1959 : Opération Jupons de Blake Edwards

### scénariste (télévision)
- 1959 : La Grande Caravane (2 épisodes)
- 1959 : Black Saddle (1 épisode)
- 1959 : The Man and the Challenge (1 épisode)
- 1959 : World of Giants (1 épisode)
- 1959 : The Rough Riders (6 épisodes)
- 1959-1960 : Pony Express (3 épisodes)
- 1960 : Bonanza (1 épisode)
- 1960 : Le grand prix
- 1960 : Shotgun Slade (1 épisode)
- 1960-1961 : Stagecoach West (5 épisodes)
- 1960-1961 : Bat Masterson (2 épisodes)
- 1962 : The Tall Man (5 épisodes)
- 1962 : Target: The Corruptors (1 épisode)
- 1963-1964 : Rawhide (9 épisodes)
- 1964-1967 : Daniel Boone (7 épisodes)
- 1977 : Opération charme (3 épisodes)
- 1977 : Code Name: Diamond Head
- 1986 : Le bras armé de la loi
- 1988 : La marque de l'araignée rouge

### producteur
- 1950 : Stranger at My Door de Desmond Leslie et Brendan J. Stafford
- 1954 : The Devil's Jest de Alfred J. Goulding
- 1963-1964 : Rawhide
- 1964-1965 : Daniel Boone
- 1977 : Code Name: Diamond Head
- 1988 : La marque de l'araignée rouge

## Nominations
- Oscars du cinéma 1960 : Nomination pour l'Oscar du meilleur scénario original (Opération Jupons)